# Takaki Ose
Takaki Ose (japanisch 大瀬 貴己 Ose Takaki; * 19. Oktober 1995) ist ein japanisch-kambodschanischer Fußballspieler.

## Karriere

### Verein
Takaki Ose erlernte das Fußballspielen in der Schulmannschaft der Jissen Gakuen High School sowie in der Universitätsmannschaft der Senshu University. Nach seiner Ausbildung spielte er von April 2018 bis Juli 2018 beim japanischen Verein HBO Tokyo. Am 1. August 2018 ging er nach Europa, wo er auf Malta einen Vertrag beim Erstligisten Pietà Hotspurs unterschrieb. Für den Verein aus Pietà bestritt er zwanzig Erstligaspiele. Am 1. September 2019 wechselte er für drei Monate zum omanischen Klub al-Ahli Club Sidab. Am 3. Dezember 2019 zog es ihn nach Kambodscha, wo ihn der Erstligist Angkor Tiger aus Siem Reap unter Vertrag nahm. Am 1. Januar 2021 nahm ihn der ebenfalls in der ersten Liga spielende Phnom Penh Crown aus der Hauptstadt Phnom Penh unter Vertrag. In seiner ersten Saison für den feierte er am Ende der Saison 2021 die kambodschanische Meisterschaft. Den Supercup gewann er mit Crown 2022. Das Spiel gegen den Visakha FC wurde mit 2:1 gewonnen. 25024 und 2025 wurde er mit Phnom Penh Vizemeister. Im Sommer 2025 zog es ihn nach Thailand. Hier unterschrieb er einen Vertrag beim Erstligisten BG Pathum United FC.

### Nationalmannschaft
Takaki Ose gab sein Nationalmannschaftsdebüt für Kambodschanische Kambodscha am 8. Dezember 2024 im Rahmen der Südostasienmeisterschaft in einem Gruppenspiel gegen Malaysia. Bei dem 2:2-Unentschieden stand er in der Startelf und spielte die kompletten 90 Minuten.

## Sonstiges
Er wurde 2024 eingebürgert, um für die Kambodschanische Fußballnationalmannschaft spielen zu können.

## Erfolge
Phnom Penh Crown
- Kambodschanischer Meister: 2021
- Kambodschanischer Vizemeister: 2023/24, 2024/25
- Kambodschanischer Supercup-Sieger: 2022